# Autophila roseata
Autophila roseata är en fjärilsart som beskrevs av Rothschild 1912. Autophila roseata ingår i släktet Autophila och familjen nattflyn. Inga underarter finns listade i Catalogue of Life.